# Guglielmo Ferrero

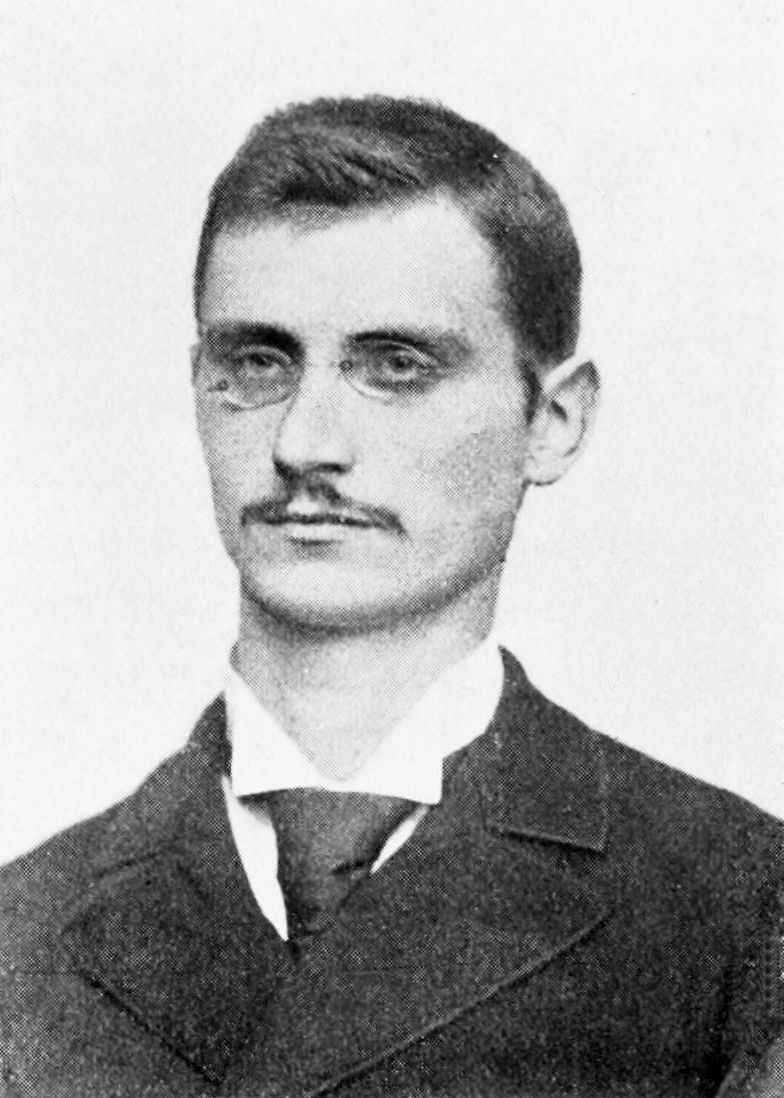
Guglielmo Ferrero

Guglielmo Ferrero, uitspraak [guʎˈːelmo ferˈːero] (Portici, 21 juli 1871 - Mont-Pelerin-sur-Vevey, 3 augustus 1942) was een Italiaans historicus, journalist en romanschrijver, auteur van Grandezza e decadenza di Roma (6 dln., 1903-1908). Ferrero wijdde zijn geschriften aan het liberalisme.
Ferrero studeerde rechten in Pisa, Bologna en Turijn. Kort daarop trouwde hij met Gina Lombroso, een dochter van Cesare Lombroso, een socioloog en historicus, met wie hij La donna delinquente, la prostituta e la donna normale schreef. Van 1891 tot 1894 hield Ferrero een uitgebreide rondreis door Europa en in 1897 schreef hij over zijn reiservaringen L'Europa giovane.
In 1908 werd hij door Theodore Roosevelt in het Witte Huis uitgenodigd.
Hij gaf lezingen in het noordoosten van de Verenigde Staten die in 1909 werden verzameld en gepubliceerd als Characters and Events of Roman History.
Na zijn studie van de geschiedenis van Rome begon Ferrero met het schrijven van politieke essays en romans (Fra i due mondi in 1913, Discorsi ai sordi in 1925 en Le due verità in 1933-1939). Toen het fascistische bewind van de Zwarthemden in 1925 liberale intellectuelen ertoe dwong Italië te verlaten, weigerde Ferrero dit en werd onder huisarrest geplaatst. In 1929 aanvaardde Ferrero een hoogleraarschap in Genève. Zijn laatste werken (Avventura: Bonaparte in Italia: 1796-1797, Reconstruction: Talleyrand a Vienne, Potere en Le due rivoluzioni francesi) waren echter gewijd aan de Franse Revolutie en Napoleon.
Zijn historisch-sociologisch testament verscheen in 1942 in het Frans - 'Pouvoir' -'Macht', waarin de legitimiteit van het recht tot bevelen centraal staat.